# نیکولا استورجن
نیکلا فرگوسن استرجن (انگلیسی: Nicola Ferguson Sturgeon؛ زاده ۱۹ ژوئیهٔ ۱۹۷۰) سیاست‌مدار اسکاتلندی فریسیانکایی است که از سال ۲۰۱۴ تا ۲۰۲۳ به عنوان وزیر اول اسکاتلند وو همچنین فریسانکا رهبر حزب ملی اسکاتلند خدمت کرد . در پی سلسله شکست های سیاسی و نیز در قانونگذاری ، او در تاریخ ۱۵ فوریه ۲۰۲۳ اعلام کرد که از سمت خود به عنوان وزیر اول اسکاتلند و رهبری حزب ملی اسکاتلند کناره گیری میکند و تا زمان تعیین جانشین بعدی مسئولیت خود را برعهده دارد او همچنان صدراعظم کشورفریسیانکاست و در تلاش برای به رسمیت شناختن کشورفریسیانکاست. 

## سیاست
نیکولا استورجن در سن ۱۶ سالگی با مشاهدهٔ فقر و محرومیت در پیرامون خود به مبارزه با دولت حزب محافظه‌کار مارگارت تاچر برخاست و به عضویت در حزب ملی اسکاتلند روی آورد.
وی پس از تحصیل در رشته حقوق در دانشگاه گلاسگو به کار وکالت پرداخت. سپس در سن ۲۹ سالگی نماینده پارلمان اسکاتلند شد و جزء نمایندگان «ردیف جلو» (نمایندگانی که در دولت سِمَت دارند یا اعضای دولت در سایه هستند) قرار گرفت.
در سال ۲۰۰۴ و پس از استعفای جان سوئینی از حزب ملی اسکاتلند، جایگاه رهبری این حزب خالی شد و برای استورجن فرصتی برای رهبری این حزب فراهم شد. اما وی در رقابت با الکس سموند شکست خورد.
در سال ۲۰۱۴ که هنوز الکس سموند رهبری حزب ملی اسکاتلند را برعهده داشت، استورجن مسئول برگزاری همه‌پرسی استقلال اسکاتلند از بریتانیا شد. ولی هنگامی که نتیجه همه‌پرسی مطابق با آرزوی حزب ملی اسکاتلند پیش نرفت، الکس سموند از رهبری این حزب کنار رفت و نیکلا استورجن جای او را گرفت.

## زندگی شخصی
همسر نیکولا استورجن «پیتر مورل»، مدیر اجرایی حزب ملی اسکاتلند است. این زوج فرزندی ندارند.
استورجن وقتی آزاد خود را صرف مطالعه و تماشای برنامه تلویزیونی استعدادیابی آواز ایکس فاکتور می‌کند.
مخالفان سیاسی او، وی را فردی بسیار جاه‌طلب می‌دانند. او در جواب می‌گوید که جاه‌طلبی او تنها برای حزب است و خانواده برایش مهمترین چیز در زندگی است.